# ترو پنتیلا
ترو پنتیلا (فنلاندی: Tero Penttilä؛ زادهٔ ۹ مارس ۱۹۷۵) بازیکن فوتبال اهل فنلاند بود.
از باشگاه‌هایی که در آن بازی کرده‌است می‌توان به باشگاه فوتبال هلسینکی، باشگاه فوتبال هاکا، و باشگاه فوتبال رنجرز اشاره کرد.